# Andrés Martínez Trueba
Andrés Martínez Trueba (Montevideo, 1884 - ídem, 1959) fou un professor, químic i polític uruguaià, president constitucional entre 1951 i 1952.
Fill d'un treballador ferroviari, es va criar al barri Peñarol i va completar amb sacrifici els estudis de químic farmacèutic. Ragut a Florida, va fundar el Liceu Departamental, del qual va ser professor. Va ser proper col·laborador de Luis Batlle Berres. Va ser elegit com a Diputat el 1922 i 1925, com a Senador el 1926, exercint-se també com intendent de Montevideo, va encapçalar la fórmula del batllisme "llista 15" el 1950.
El 1933, el Cop d'Estat el va portar per cinc mesos a l'Illa de Flores.
El retorn victoriós de 1942 el va portar als primers plans de la política nacional.
Essent elegit president, va proposar una reforma constitucional per instal·lar el Poder Executiu col·legiat, realitzant així seu deure d'intèrpret fidel de l'ideari batllista de José Batlle y Ordóñez, el que el va distanciar del líder del seu sector.
Va abandonar la presidència per integrar el primer Consell Nacional de Govern, del sistema col·legiat, durant la resta del període constitucional.